# 客艙

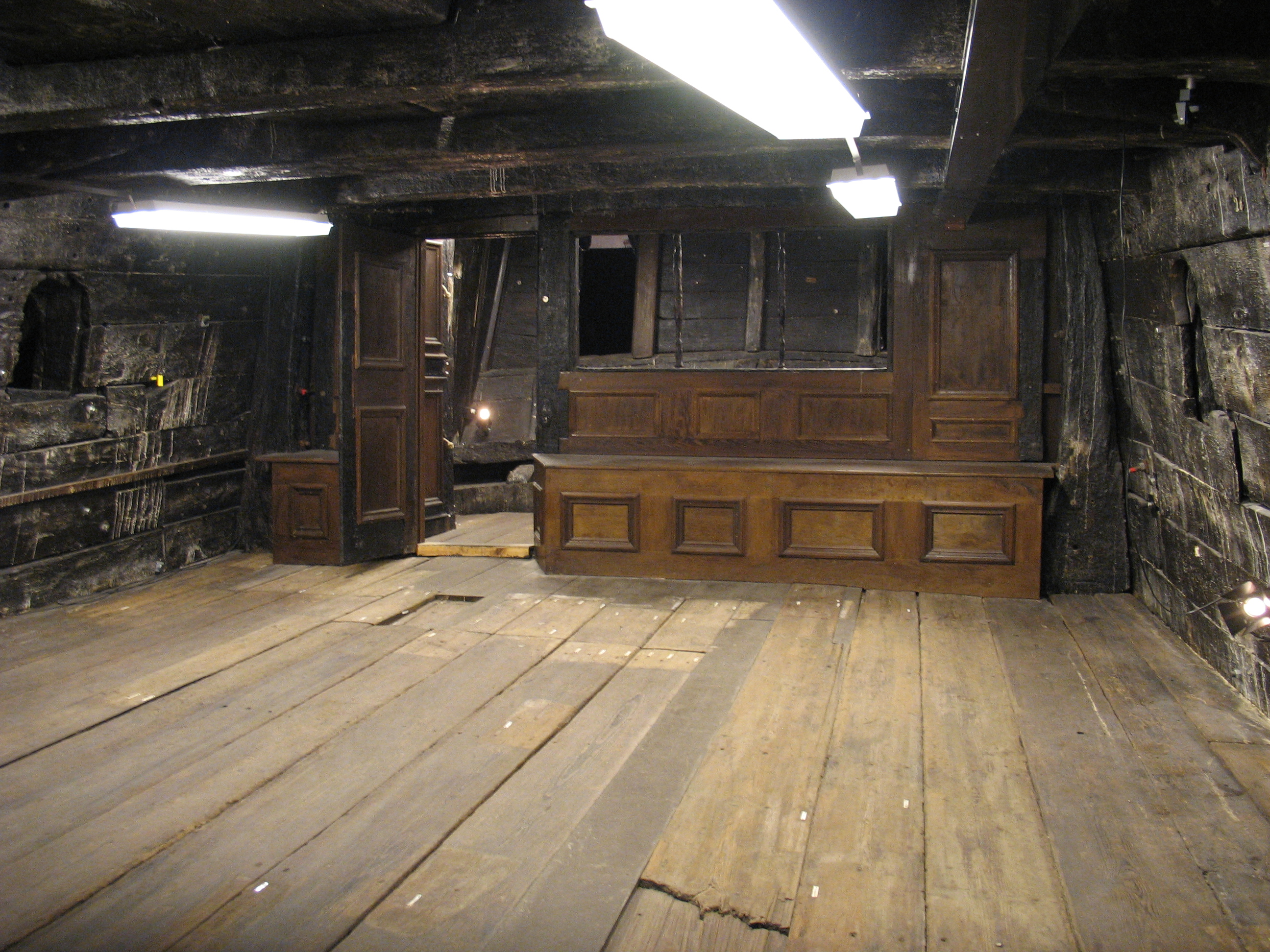
17世纪瑞典军舰瓦萨号的客艙

客艙通常是指輪船或航空器上的封闭空间。在帆船中，军官和一些乘客拥有单独或共用的客艙。船长或指挥官通常可以住進面積較大的大船舱。在航天器中，客艙需要備有充足的食物和氧气。而負責载人飞行任务的太空舱則应该足夠宽敞。